# 에베르스발더 슈트라세역
에베르스발더 슈트라세역(U-Bahnhof Eberswalder Straße)은 베를린 팡코구 프렌츨라우어 베르크에 있는 U2의 역이다. 1913년 7월 27일에 알렉산더플라츠-쇤하우저 알레 구간 개통 당시 영업을 시작했다. 개통 당시 역명은 단치거 슈트라세(Danziger Straße)역이었고, 1950년부터 1990년까지는 디미트로프슈트라세역(Dimitroffstraße)이었다. 쇤하우저 알레와 에베르스발더 슈트라세/단치거 슈트라세(Danziger Straße), 카슈타니엔알레(Kastanienallee)/파펠알레(Pappelallee)의 교차점에 역이 있다.
역 승강장 80 m 아래에는 1960년부터 커리부르스트 가게인 코노프케스 임비스(Konnopke’s Imbiß)가 자리잡고 있다.

## 역사
1905년 당시에도 팡코에서는 도시철도 연결을 계획하고 있었고, 1910년 3월에 노선 구간이 확정되었다. 알렉산더플라츠-쇤하우저 알레 구간 개통 당시 개업했다. 노선을 건설했던 호흐반게젤샤프트에서는 이전 구간에서는 터널 건설에 대한 주민 민원을 감소시키기 위하여 노선과 인접한 토지를 매입했으나, 이 사실이 알려지면서 쇤하우저 알레 연선의 지가가 도시철도 건설 직전에 상승하면서 비용 절감을 위해서 고가 선로로 건설했다. 이를 통해서 베를린 순환선을 지상으로 건너갈 수 있다는 장점도 있었다.
섬식 승강장이 설치되어 있으며, 길이는 110 m이다. 승강장 남쪽 출구에는 중간층이 설치되어 있다. 역사는 철제로 건설되었고 녹색으로 칠해져 있다. 노르트링역(현재의 쇤하우저 알레역)과 유사하게 건설되었다.
제2차 세계 대전으로 인하여 역과 도로 일대가 손상을 입으면서, 1949년에 사망한 불가리아 인민공화국 총리 게오르기 디미트로프를 기리기 위해 1950년에 역이 속해 있는 도로가 그의 이름을 따서 디미트로프슈트라세(Dimitroffstraße)로 개칭되었다. 이와 함께 기념판이 설치되었다.
독일의 재통일 이후 도로명과 역명을 개칭하려는 논의가 촉발되었다. 당시의 프렌츨라우어 베르크구는 전쟁 이전의 이름인 단치거 슈트라세로의 환원을 반대했으나, CDU와 SPD가 연정하고 있었던 베를린 내각에서는 환원을 추진했다. 당시의 동베를린 BVB는 제3의 안으로 디미트로프슈트라세(이후 단치거 슈트라세)의 서부 연장인 에베르스발더 슈트라세를 역명으로 채택했다. 명칭 변경이 정착되기에는 시간이 걸렸다.
2010년 말 고가 철도 보수공사를 마치면서 엘리베이터가 설치되었다.

## 인접 철도역
베를린 버스 N2번, 베를린 노면전차 M1, M10, 12번으로 환승할 수 있다.
| 베를린 지하철 2호선        | 베를린 지하철 2호선 | 베를린 지하철 2호선     |
| -------------------------- | ------------------- | ----------------------- |
| 제네펠더플라츠 룰레벤 방면 | U2                  | 쇤하우저 알레 팡코 방면 |

## 참고 문헌
- Denkmalpflege-Verein Nahverkehr Berlin: U2. Geschichte(n) aus dem Untergrund. GVE, Berlin 1995, ISBN 3-89218-032-6.